# Орлеан
 Тази статия е за града във Франция.  За окръга вижте Орлеан (окръг).  За обсадата на града през 1428 – 1429 вижте Обсада на Орлеан.
Орлеа̀н (на френски: Orléans) е град в Централна Франция, на около 130 km югозападно от Париж. Той е център на департамента Лоарѐ и на регион Център-Вал дьо Лоар. Разположен е на река Лоара. Населението на града е 116 490 души, а на градската агломерация – 263 000 души (2009).
Името на града в САЩ Ню Орлиънс (англ. New Orleans) произлиза от името на френския град.

## История

### Праистория и Римска империя
На територията на днешния град Орлеан се е намирала крепостта Ценабум, един от главните градове на племето карнути в Галия, където друидите са се събирали всяка година. През 52 г. пр.н.е. карнутите са избити и градът е разрушен от Юлий Цезар. В края на 3 век сл. н.е. римският император Аврелиан възстановява града и го преименува на себе си „civitas Aurelianorum“ („град на Аврелиан“). Името по-късно се преименува на Орлеан.
През 442 г. Флавий Аеций, римският командир в Галия, поискал от Гоар, глава на иранското племе алани в региона, да се засели в Орлеан и да контролира бунтовните местни жители и вестготите. През 408 г. придружавайки вандалите, аланите прекосяват река Лоара. Една от техните групи, под командването на Гоар, се присъединява към римските сили на Флавий Аеций, за да се бие с Атила, когато той нахлува в Галия през 451 г., като участва в битката при Шалон под техния крал Сангибан. Гоар установява столицата си в Орлеан. Неговите наследници по-късно завладяват имотите в района между Орлеан и Париж. Установени в Орлеан и по поречието на река Лоара, те били непокорни (убивали сенаторите на града, когато смятали, че са им плащали твърде малко или не на време) и се възмущавали от местните жители. Много жители около днешния град имат имена, свидетелстващи за присъствието на аланите, също така много места в региона носят имена от алански произход.

### Ранно средновековие
В епохата на Меровингите градът е бил столица на Кралство Орлеан след разделянето на кралството от Хлодвиг I, след това при Капетингите става столица на Графство Орлеан, а след това на херцогство, държано в апанаж от къщата на фамилия Валоа-Орлеан. Фамилията Валоа-Орлеан по-късно се присъединява към трона на Франция чрез Луи XII, след това Франсоа I. През 1108 г. Луи VI става един от малкото френски монарси короновани извън Реймс, той е коронясан в катедралата на Орлеан от Даймберт, Архиепископ на Сенс.

### Късно средновековие
През късното средновековие градът заема стратегическо място в района на река Лоара, разположен в най-северната точка на реката и недалеч от Париж. По това време е имало малко мостове над размирната река, Орлеан е сред малкото градове с мостове, заедно с Руан и Париж, и е един от трите най-богати града на средновековна Франция.
На южния бряг на река Лоара е било разположено фортификационно съоръжение, което е защитавало достъпа до моста. На това място се е състояла битката на 8 май 1429 г., която позволява на Жана д'Арк да влезе и да вдигне обсадата на Плантагенетите по време на Стогодишната война, с помощта на кралските генерали Жан дьо Дюноа и Флоран д'Илие. Жителите на града я наричат „la pucelle d'Orléans“ (демата на Орлеан).

### 1453 – 1699 г.
След края на Стогодишната война градът възстановява предишното си развитие. Мостът на река Лоара носи такси и данъци, както и търговците, минаващи през града. Крал Луи XI също допринася значително за неговото развитие, съживявайки селското стопанство в околността (особено изключително плодородната земя около Босе) и подновявайки отглеждането на шафран в Питивие. По-късно, по време на Ренесанса, градът се възползва от това, че става модерно богатите да пътуват покрай замъците по долината на Лоара (мода, започната от самия крал, чиито кралски владения включваха близките замъци в Шамбор, Амбоаз, Блоа и Шенонсо).
Орлеанския университет също допринася за престижа на града. Специализирал в правото, той е високо ценен в цяла Европа. Жан Калвин е приет и настанен там (където пише част от реформаторските си тези по време на престоя си), а в замяна Хенри VIII от Англия (който е черпил от работата на Калвин при раздялата си с Рим) предлага да финансира стипендия в университета. Много други протестанти са приютени от града. Жан-Батист Поклен, по-известен с псевдонима си Молиер, също учи право в университета, но е бил изключен заради участие в карнавал, който противоречи на университетските правила.
Катедралата е преустройвана няколко пъти. Първият камък на сегашната структура е положен от Анри IV, като работата по нея отнема цял век. Следователно тя е смесица от стилове на късния Ренесанс и ранния при Луи XIV, и една от последните катедрали построени във Франция.

### 1700 – 1900 г.
Когато Франция колонизира Америка, територията, която завладява, е огромна, включително цялата река Мисисипи (чието първо европейско име е река Колбер, кръстена на Жан-Батист Колбер), от устието ѝ до извора ѝ на границите на Канада. Столицата му е наречена Нови Орлеан, в чест на регента на Луи XV, херцогът на Орлеан – Филип II Орлеански, и е населена с французи срещу заплахата от британските войски на североизток.
Херцозите на Орлеан почти никога не посещават своя град, тъй като като братята или братовчедите на краля са имали толкова важна роля в живота на двора, че едва ли са можели да го напуснат. Херцогство Орлеан е най-голямото от френските херцогства, започвайки от Арпажон, продължавайки до Шартър, Вандом, Блоа, Виерзон и Монтаржи. Синът на херцога носи титлата херцог на Шартър. Наследствата от големи фамилии и брачни съюзи им позволяват да натрупат огромно богатство, а един от тях, Филип Егалите, за който се твърди, че е бил най-богатият човек в света по това време. Синът му, крал Луи-Филип I, наследява богатствата на семейство Пентиевър и Конде.
През 1852 г. е създадена Железопътната компания Париж-Орлеан. През Френско-пруската война от 1870 г. градът отново става стратегически важен благодарение на географското си положение и е окупиран от Прусия на 13 октомври същата година. По заповед на генерал Луи д'Аурел Паладини се сформира армия на Лоара със седалище недалеч от Орлеан, в Боус.

### След 1900 г.
По време на Втората световна война германската армия превръща жп гарата в един от централните си логистични железопътни възли. Мостът „Жорж V“ е преименуван на „Мост де Турел“. В Бон ла Роланд е построен транзитен лагер за депортирани. По време на войната американските военновъздушни сили тежко бомбардират града и гарата, причинявайки много щети. Градът е един от първите, възстановени след войната по планът за реконструкция и подобряването на града, иницииран от Жан Керисел и Жан Ройер. Планът е приет още през 1943 г., като работата по него започва още в началото на 1945 г. Тази реконструкция отчасти възстановява това, което е било изгубено.
Градът се превръща от голям на среден по численост на населението град във Франция, днес заедно агломерацията е ок. 250 хил. жители. Орлеан все още използва своята стратегическа централна позиция, разположен на по-малко от час път до френската столица.

## Транспорт

### Обществен транспорт
В града има автобусни и трамвайни линии, те се управляват от TAO. На 20 ноември 2000 г. е открита първата трамвайна линия, а на 30 юни 2012 г. е открита втора линия.

### Пътища
През Орлеан преминават автомагистралите – A10 (между Париж и Бордо, която свързва града с покрайнините на общината) и A71 (която започва от Орлеан, насочвайки се към Средиземно море през Клермон-Феран и преминава в A75).

### Железопътен транспорт
Орлеан се обслужва от две основни жп гари – централната „Орлеан“ и разположената в северните предградия „Обре-Орлеан“. Повечето влакове на дълги разстояния спират само на гара „Обре-Орлеан“, която предлага връзки до Париж, Лил, Тур, Брив ла Гаярд, Невер и няколко регионални дестинации.

## Известни личности
Родени в Орлеан
- Абон Фльорийски (945 – 1004), духовник
- Брадли Мазику (р. 1996), футболист
- Шарл Пеги (1873 – 1914), писател
- Робер Жозеф Потие (1699 – 1772), юрист
- Робер II (972 – 1031), крал
- Етиен дьо Флакур (1607 – 1660), изследовател
- Хуго Абата (? – 886), граф на Оксер

Починали в Орлеан
- Аниан Орлеански (358 – 453), епископ
- Филип Валоа (1336 – 1375), херцог
- Франсоа I дьо Гиз (1519 – 1563), херцог на Гиз
- Карл (953 – 992), херцог на Долна Лотарингия
- Анри Луво (1910 – 1991), автомобилен състезател
- Робер Жозеф Потие (1699 – 1772), юрист
- Франсоа II (1544 – 1560), крал
- Фредерих (? – 463), крал на вестготите